# Christian Kaeppel
Christian Emil Ferdinand Kaeppel (* 29. Oktober 1867 in Münchberg in Oberfranken; † 3. August 1944) war ein deutscher Eisenbahningenieur und Präsident der Reichsbahndirektion Nürnberg.

## Leben
Nach dem Abitur an einem Realgymnasium leistete Christian Kaeppel seinen Militärdienst als Einjährig-Freiwilliger im 3. Bayerischen Jägerbataillon und war Absolvent der Kriegsschule. Nach der Fachprüfung in der Ingenieurabteilung der Technischen Universität München legte er 1896 die praktische Prüfung im Ingenieurfach für den Staatsdienst ab. Er kam als geprüfter Staatsbaupraktikamt zum Oberbahnamt Weiden der Königlich Bayerischen Staatseisenbahnen und wurde dort Abteilungsingenieur und nach einer einjährigen Tätigkeit in der Bauleitung Vohenstrauß zum 1. August 1900 Betriebsingenieur. Zum 1. März 1904 wechselte er als Direktionsassessor zur Staatsbahninspektion Eger, wo er 1907 zum Direktionsrat und Vorstand ernannt wurde. Zum 1. Juli 1910 kam er in das Staatsministerium für Verkehrsangelegenheiten und stieg dort zum Ministerialrat auf.
Vom 1. Oktober 1919 bis zum 31. Januar 1933 war er Präsident der Reichsbahndirektion Nürnberg und für die Zeit vom 3. April 1929 bis zum Jahresende 1930 wurde ihm die kommissarische Leitung der Reichsbahndirektion Würzburg übertragen. Zum 1. Februar 1933 wurde er in den Ruhestand verabschiedet.
Kaeppel war Mitglied des Landesausschusses der bayerischen Landesgewerbeanstalt in Nürnberg.